# John Carbutt
John Carbutt (2 de diciembre de 1832, Sheffield-1905) fue la primera persona al utilizar celuloide para fabricar película fotográfica (con emulsión sensible). Se trasladó a Chicago el 1853.

## Biografía
Carbutt fundó la empresa Keystone Dry Plate Works el 1879 y fue el primero al desarrollar hojas de celuloide cubiertos con emulsión fotográfica para hacer película de celuloide el 1888.  Alrededor 1890 los fabricó con un 35 mm anchura por el Kinetoscope de William Kennedy Dickson  , que creó el estándar de película de 35 mm para las cámaras de fotografía en movimiento y las cámaras de imagen fija. Aquel formato es todavía el formato dominante hasta hoy día, mientras la mayoría de cámaras digitales de alto estándar utilizan un sensor de 35 mm y la película de 35mm es todavía utilizada por un número significativo de fotógrafos y fabricantes de película.